# Nero AG
Nero AG este o companie de software cu sediul în Karlsbad (Baden), Germania. A fost fondată în anul 1995. Nero are birouri de dezvoltare regionale în: Karlsbad, Germania; Glendale, California, SUA; Yokohama, Japonia, precum și centre de dezvoltare în Karlsbad, Germania și Hangzhou, China.
Compania fabrică produse software care permit atât începătorilor cât și experților crearea, înregistrarea, editarea (modificarea) și partajarea muzicii, clipurilor video, fotografiilor și a altor conținuturi multimedia. Ea oferă de asemenea produse pentru codare și decodare audio digitale și fișiere video care pot fi afișate pe o multitudine de aparate, de la telefoane mobile și până la televizoare HD. Produsele Nero sunt utilizate de către consumatori, companii, guverne, școli și profesioniști din întreaga lume.

## Istoria companiei în ordine cronologică
- 1995 
  - Formarea companiei Ahead Software GmbH (în prezent are numele Nero AG)
- 1997
  - Lansarea: Nero Burning ROM 1.0 , 2.0 și 3.0
- 1998
  - Nero Burning ROM 4.0
  - Feurio!
- 2001
  - Formarea corporației pe acțiuni Ahead Software AG
  - Formarea Nero Inc (Glendale, Statele Unite ale Americii)
- 2003
  - Lansarea: SIPPS - sistem pentru VoIP
  - Lansarea: Nero 6 (prima suită multimedia)
  - Peste 100 de milioane utilizatori la nivel mondial
  - Lansarea: Nero format digital
- 2004
  - Formarea KK Nero (Yokohama, Japonia)
  - Lansarea: Nero PhotoShow
- 2005
  - Numele companiei a fost schimbat în Nero AG
  - Peste 200 de angajați cu calificare înaltă în toată lumea
  - Lansare: Nero 7 și Nero Linux
  - Peste 200 de milioane de utilizatori la nivel mondial
- 2006
  - Lansare Beta: My Nero Community (comunitatea mea Nero)
  - Lansarea: Nero Mobile
- 2007
  - Formarea Nero Ltd. (în Hangzhou, China)
  - Lansarea: My Nero Community
  - Lansarea: tehnologia SecurDisc
  - Lansarea: Nero 8 , Photo Show 5 și Nero Linux 3
  - Nero a anunțat parteneriatul cu TiVo
- 2008
  - Peste 400 de angajați cu calificare înaltă în toată lumea
  - Peste 300 de milioane utilizatori la nivel mondial
  - Lansare: Nero 9, Nero Move it și LiquidTV Nero (America de Nord și America de Sud)
- 2009
  - Actualizare: Nero Move it - Suport NVIDIA CUDA
  - Peste 500 de angajați cu calificare înaltă
  - Formarea: Nero Development and Services GmbH și Nero EMEA Sales GmbH (Germania)
  - Lansarea: Nero BackItUp & Burn și Linux Nero 4
- 2010
  - Lansarea: Nero Suite Multimedia 10 și Nero Vision Xtra
  - Lansarea: Nero Suite Multimedia 10 Platinum HD, Premium Nero video HD și Nero BurnExpress
- 2011
  - Lansarea: Media Nero Kwik

### Produse
- Nero Suite
- Nero Digital
- Nero Linux
- Nero BackItup
- Media Home
- Nero Move it
- Nero LiquidTV